# Gilles Colin
Gilles Colin (Verviers, 6 september 1984) is een Belgisch voormalig voetballer. Colin was een verdediger.

## Carrière
Colin genoot zijn jeugdopleiding bij RCS Verviétois en Standard Luik. Bij die laatste club debuteerde hij op 17 januari 2004 in het eerste elftal tijdens een competitiewedstrijd tegen Excelsior Moeskroen. Tijdens de winter van 2005 werd hij uitgeleend aan tweedeklasser KAS Eupen.
Na zijn uitleenbeurt aan Eupen liet Standard de toen 21-jarige Colin op definitieve basis naar RAEC Bergen vertrekken. Colin kwam er met hoofdtrainer José Riga een oude bekende tegen: Riga was van 2003 tot 2005 immers assistent-trainer bij Standard. Colin kwam slechts vijf keer in actie voor Bergen in Eerste klasse en keerde in 2007 terug naar Eupen.
Colin werd in augustus 2010 benaderd door RCS Visé. De verdediger tekende op 27 augustus echter een contract bij reeksgenoot Lommel United. Na amper een seizoen ruilde hij de club in voor reeksgenoot KVK Tienen, waarmee hij in 2013 naar Derde klasse degradeerde. Hij speelde daarna ook nog voor RE Bertrix, Patro Lensois en Entente Durbuy.

## Statistieken
| seizoen | club          | land   | competitie            | wed. | goals |
| ------- | ------------- | ------ | --------------------- | ---- | ----- |
| 2003/04 | Standard Luik | België | Eerste Klasse         | 2    | 0     |
| 2004/05 | Standard Luik | België | Eerste Klasse         | 2    | 0     |
| 2004/05 | → KAS Eupen   | België | Tweede klasse         |      |       |
| 2005/06 | → KAS Eupen   | België | Tweede klasse         | 27   | 9     |
| 2006/07 | RAEC Mons     | België | Eerste Klasse         | 5    | 0     |
| 2007/08 | KAS Eupen     | België | Tweede klasse         | 28   | 6     |
| 2008/09 | KAS Eupen     | België | Tweede klasse         | 29   | 2     |
| 2009/10 | KAS Eupen     | België | Tweede klasse         | 27   | 1     |
| 2010/11 | Lommel United | België | Tweede klasse         | 21   | 0     |
| 2011/12 | KVK Tienen    | België | Tweede klasse         | 33   | 1     |
| 2012/13 | KVK Tienen    | België | Derde klasse B        |      |       |
| 2013/14 | RE Bertrix    | België | Vierde klasse D       |      |       |
| 2014/15 | Patro Lensois | België | Eerste prov. Luik     |      |       |
| 2015/16 | RE Durbuy     | België | Eerste prov. Lux      |      |       |
| 2016/17 | RE Durbuy     | België | Derde klasse amateurs |      |       |
|         |               |        | Totaal                | 174  | 19    |